# Lena Casadei
Lena Kristin Casadei, tidigare Kullberg, född 4 januari 1963 i Augerums församling, Blekinge län, är en svensk före detta friidrottare (längdhoppare). Hon tävlade för KA 2 IF. Hon är mor till mångkamparen Nadja Casadei.